# Kazimierz Wiśniewski
Kazimierz Wiśniewski (ur. 19 lutego 1925 w Jaksicach, zm. 2 września 1996) – polski żużlowiec i trener sportu żużlowego.

## Życiorys
Jeden z założycieli i liderów Gwardii Gorzów Wielkopolski, w której to jeździł w 1949 roku. Wskutek reformy państwowej w 1950 roku Gwardia połączyła się z ZKS „Metalowiec” i w ten sposób – jako właściciel motocykla, został reprezentantem klubu Stal Gorzów Wielkopolski. Startował w tym klubie w sezonach 1950–1952 i 1955–1956. W latach 1953–1954 jeździł w barwach Stali Świętochłowice. Do sezonu 1952 brał udział tylko w turniejach maszyn przystosowanych w lidze okręgowej. Jego prawdziwy debiut w rozgrywkach drużynowych mistrzostw Polski nastąpił 31 maja 1953 roku, kiedy to drużyna ze Świętochłowic zmierzyła się w pierwszej rundzie z drużyną z Rybnika.
Zawodnik ten odnosił również sukcesy indywidualne. Już na początku swojej kariery w 1946 roku wystartował na maszynie przystosowanej w turnieju w Bydgoszczy. W klasie do 250 ccm zajął drugie miejsce. Był czwarty w turnieju inaugurującym rozgrywki żużlowe w Gorzowie w 1950 roku. W tym samym roku został mistrzem okręgu zielonogórskiego. W 1951 roku zajął drugie miejsce w zawodach o „Stalowy But”, a w sezonach 1955–1956 był podstawowym zawodnikiem Stali oraz rekordzistą toru w Gorzowie Wielkopolskim.
Karierę zawodniczą zakończył w 1956 roku wskutek skomplikowanego złamania kości przedramienia. Kontuzji tej nabawił się w środku sezonu 1956. Po zakończeniu kariery, przez długie lata pełnił funkcje trenera pierwszej drużyny Stali oraz trenera szkółki. Pod jego wodzą Stal zdobyła swoje pierwsze złoto w 1969 roku. Szkolił wielu znakomitych żużlowców, m.in.: Edmunda Migosia i Edwarda Jancarza.